# Gut Neuhof (Heimsen)

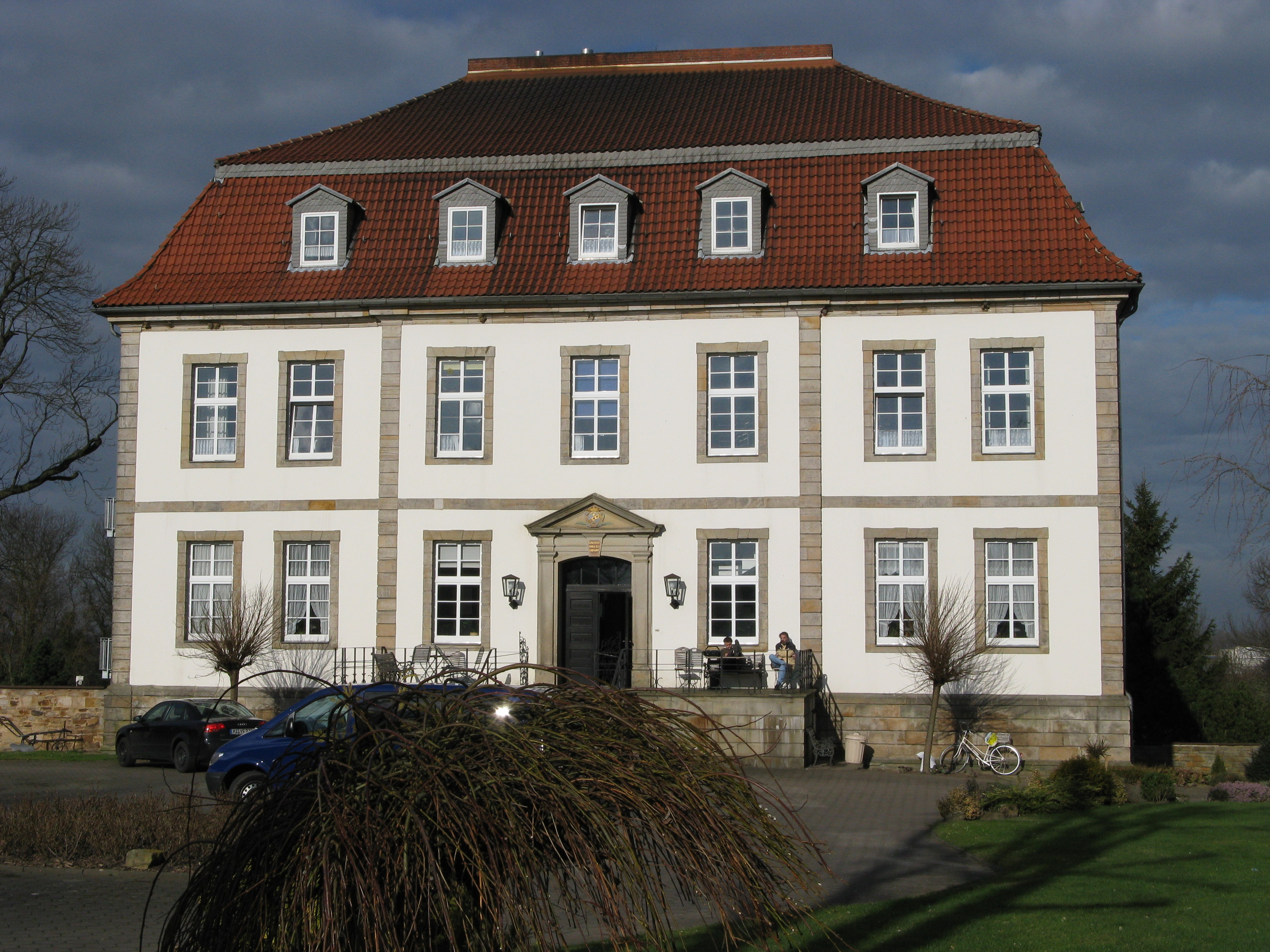
Gut Neuhof

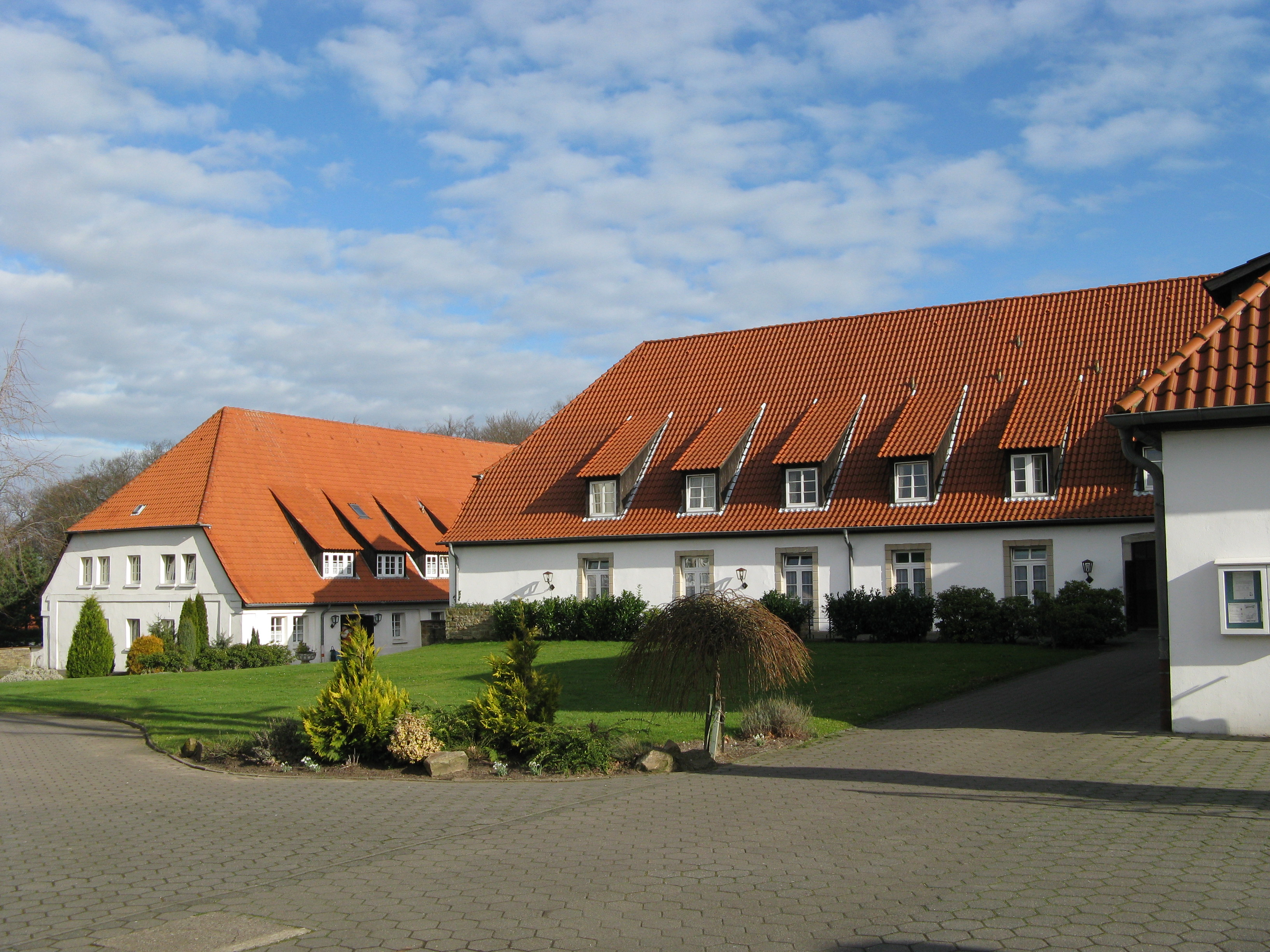
Weitere Gebäude Gut Neuhof

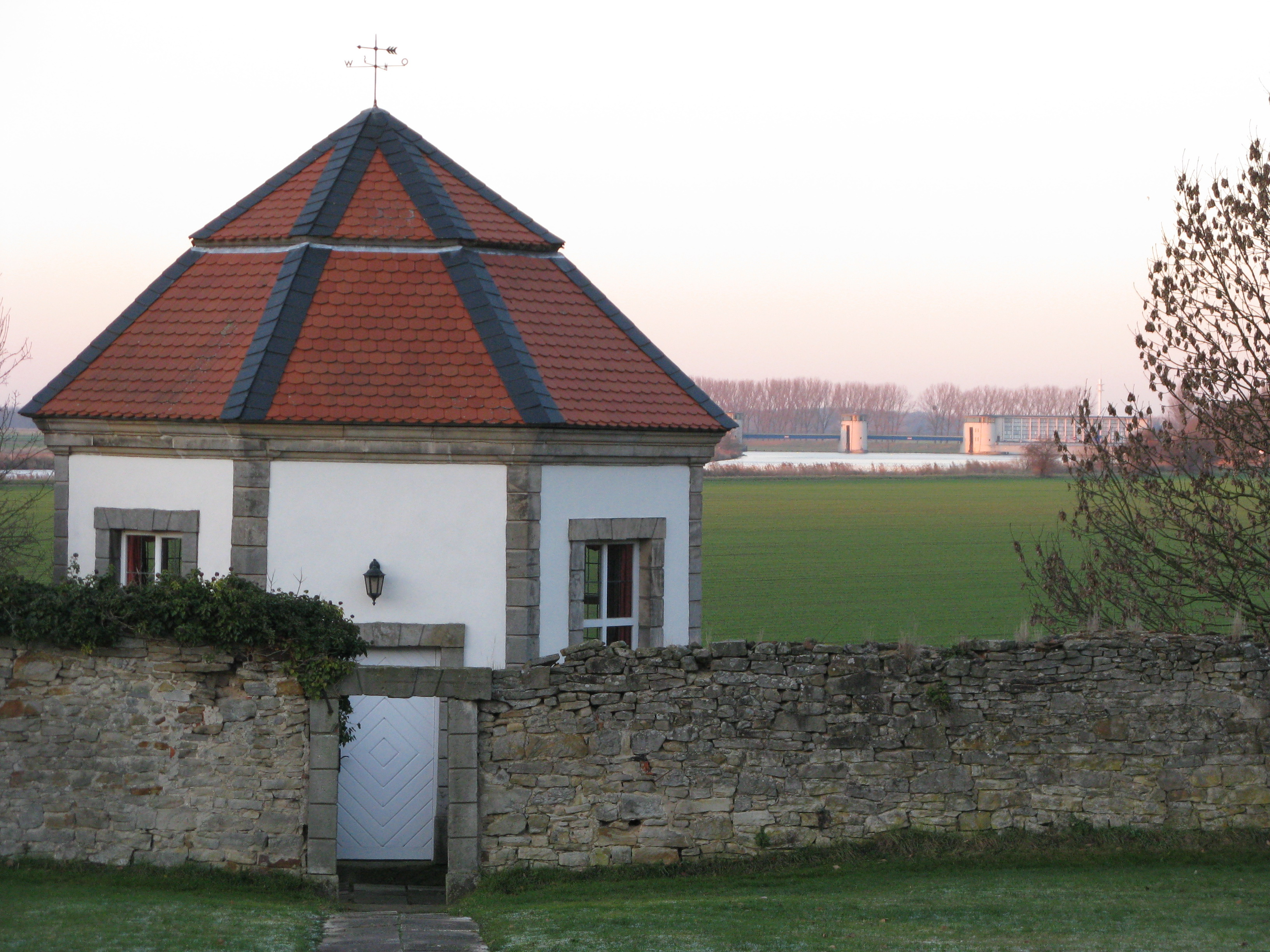
Pavillon mit Staustufe Schlüsselburg im Hintergrund

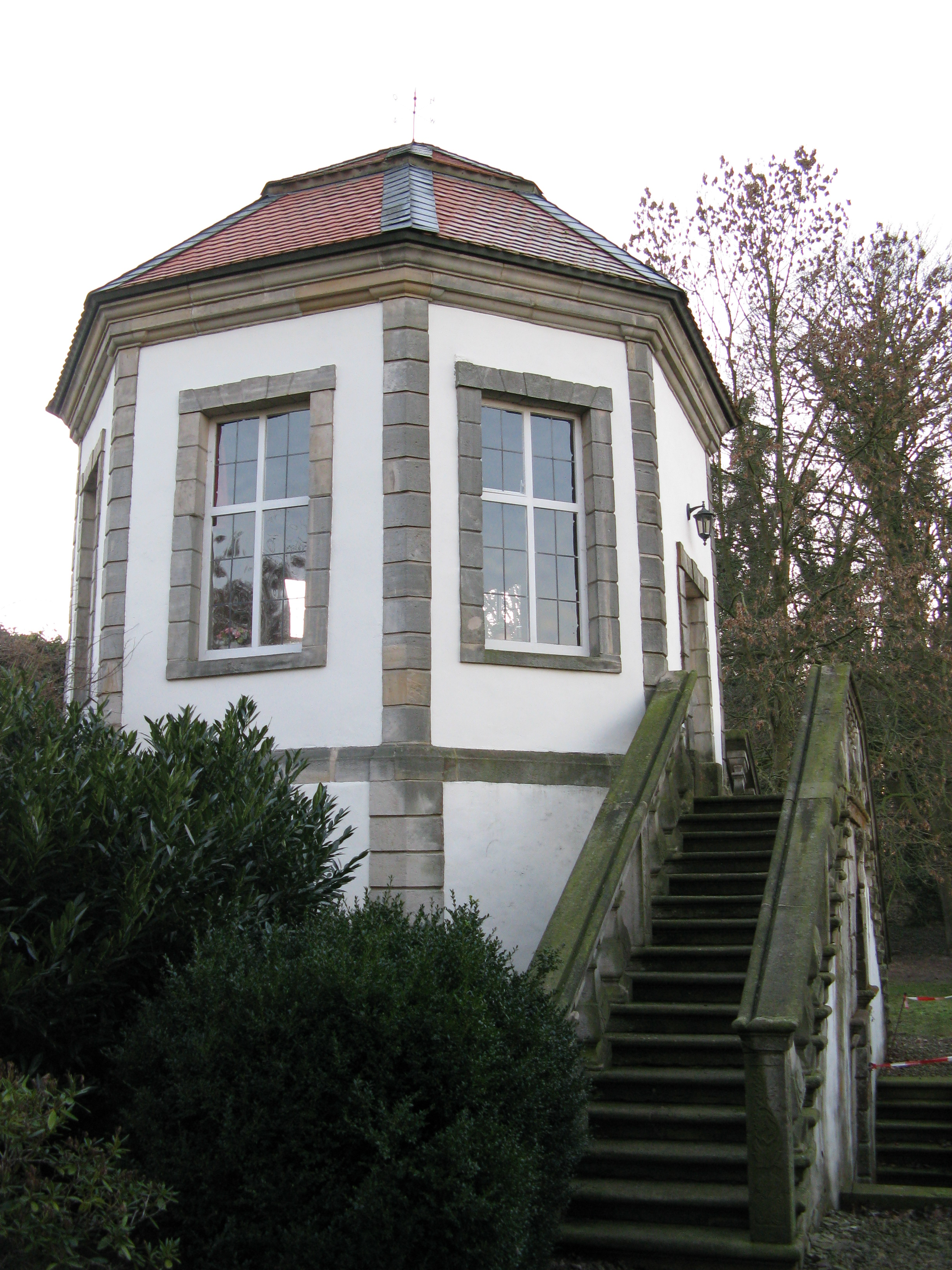
Pavillon

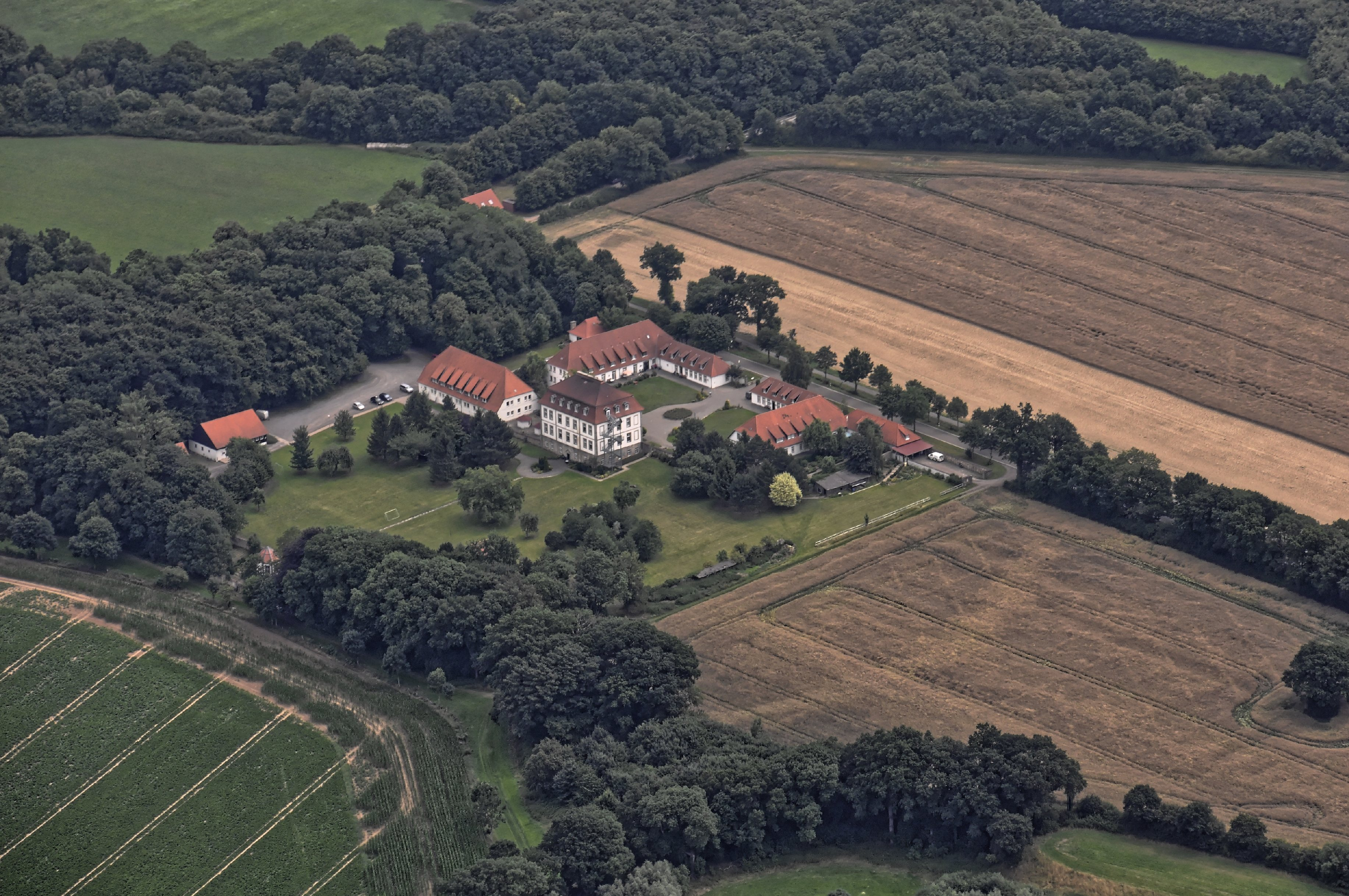
Das Gut von oben

Gut Neuhof ist ein ehemaliges Herrenhaus am rechten Weserufer im Ortsteil Heimsen der Stadt Petershagen im Kreis Minden-Lübbecke.

## Geschichte
Aufgrund von Erbstreitigkeiten erfolgte im Jahre 1599 durch die Witwe Sophie Klenke des ehemaligen Besitzers der Burg Schlüsselburg die Gründung des Gutes Neuhof. Dies geschah durch die Zusammenlegung von vier Adelshöfen der Vorburg Schlüsselburg auf der gegenüberliegenden rechten Weserseite. 
Der kurhannoversche Oberamtmann Johann Georg Voigt erwarb das Gut 1698. Zu Beginn des 18. Jahrhunderts errichtete er alle barocken Gutsgebäude neu. Die Anordnung des Hauptgebäudes und der Gartenanlage orientierte sich an einer von der Einfahrt ausgehenden Mittelachse. 1748 wurde das heutige Herrenhaus errichtet.

## Heutige Nutzung
Das ehemalige Gut steht im Privateigentum.  Die Anlage ist eingeschränkt öffentlich zugänglich und wird als eine vollstationäre Wohneinrichtung im Rahmen der Eingliederungshilfe genutzt.

## Gebäude und Garten
Zwischen der Hauptzufahrt und dem zweigeschossigen Herrenhaus befinden sich zu beiden Seiten der Mittelachse die Wirtschaftsgebäude des Gutes. An der Weserseite des Gartens befindet sich ein Pavillon. 
Im 18. Jahrhundert erfolgte die Anlage eines barocken Gartens. Die Topografie des barocken Gartens hat sich bis heute erhalten.

## Sonstiges
- Streit mit Gut Neuhof und den Eingesessenen zu Heimsen wegen Hude und Weidegerechtigkeit 1737 – 1805
- Gut Neuhof (Kirchspiel Heimsen) . / . Forstfiskus wegen Anlegung von Schonungen in der Früchtnis zum Nachteil des Gutes 1791-92
- Gut Neuhoff (Fideikommiss der Familie Voigt) . / . Fiscus Camerae und königliches Forstamt: Beschwerde wegen der Anlage von Zuschlägen bzw. Schonungen in den Gemeinheiten Früchtniß und Pollhorn bzw. in der Ilveser und Heimser Heide unter Beeinträchtigung der dem Gut zustehenden Mithude - 1785
- Eingesessene zu Schlüsselburg . / . Gut Neuhof und Eingesessene zu Heimsen: Hude und Plaggemahd in einem Distrikt der Heimser und Ilveser Mark in der Gegend des Werderholzes - 1521